# نهر جاردين

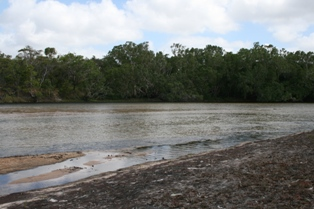
نهر جاردين

نهر جاردين (بالإنجليزية: Jardine River)‏ هو أكبر نهر في شبه جزيرة كيب يورك الأسترالية، وسمى هذا النهر نسبة إلى فرانك جاردين